# Dębowa Łąka (plaats)
Dębowa Łąka is een dorp in het Poolse woiwodschap Koejavië-Pommeren, in het district Wąbrzeski. De plaats maakt deel uit van de gemeente Dębowa Łąka.

## Galerij

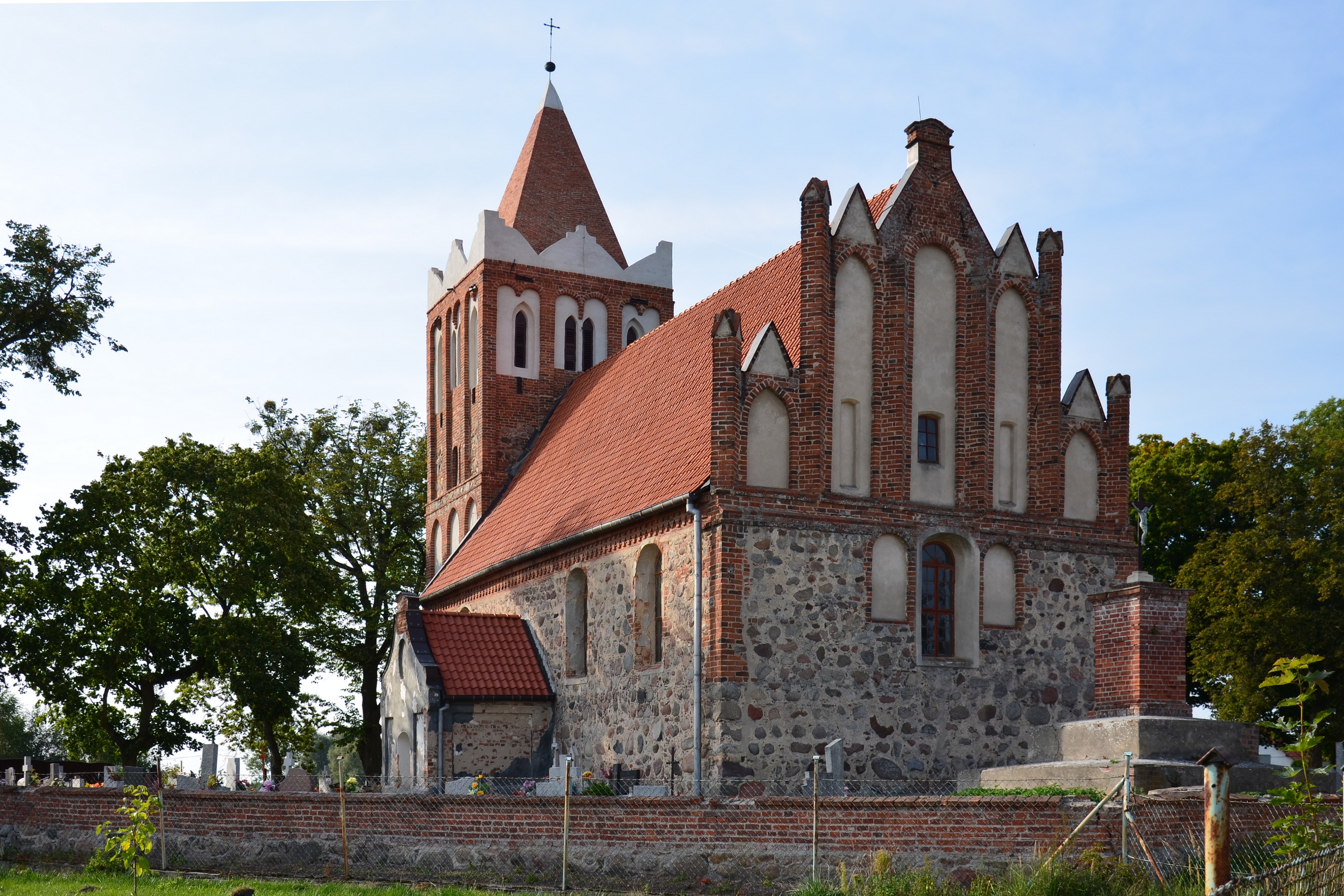
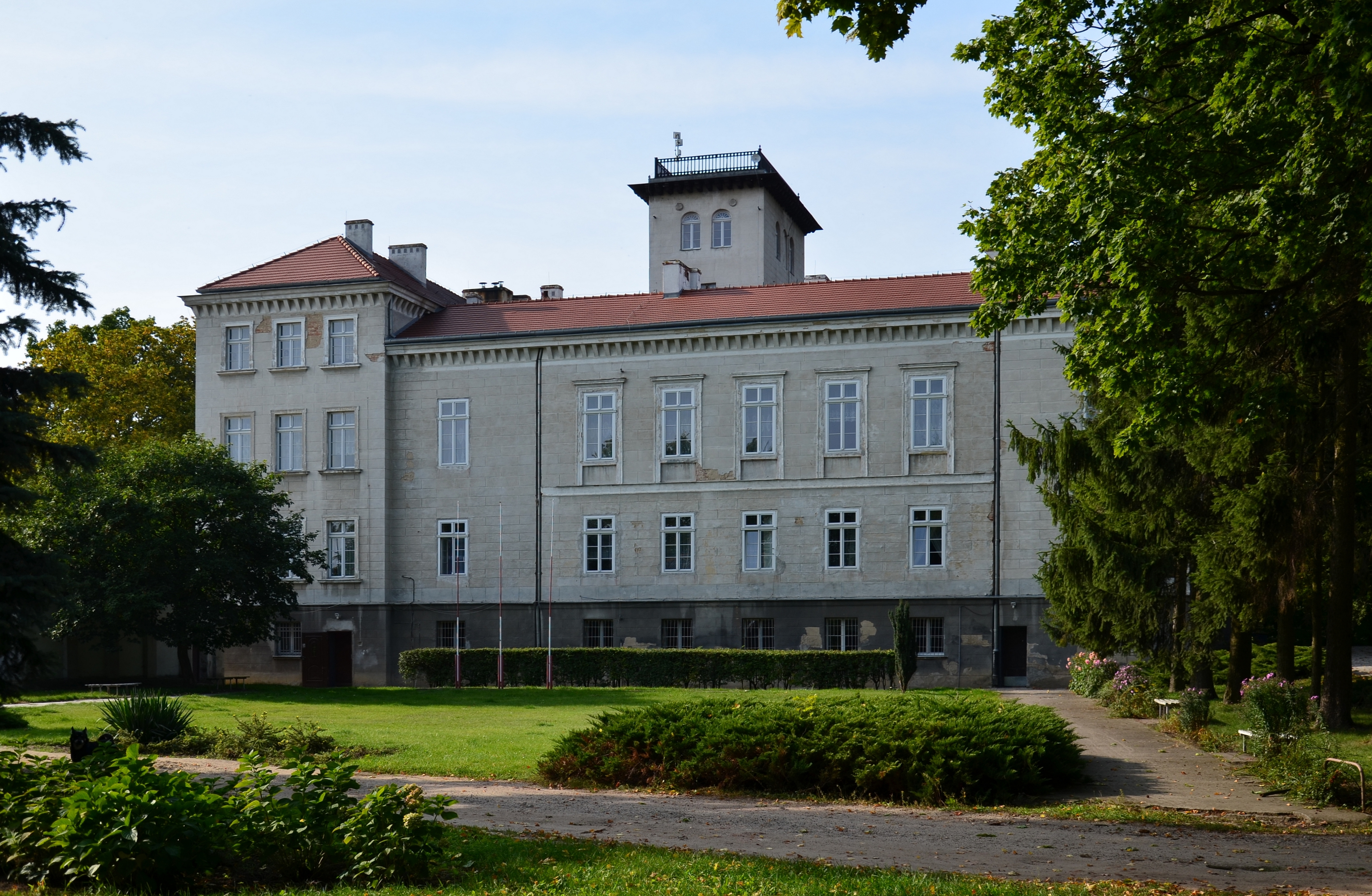